# Ольхово (біля Череповця)

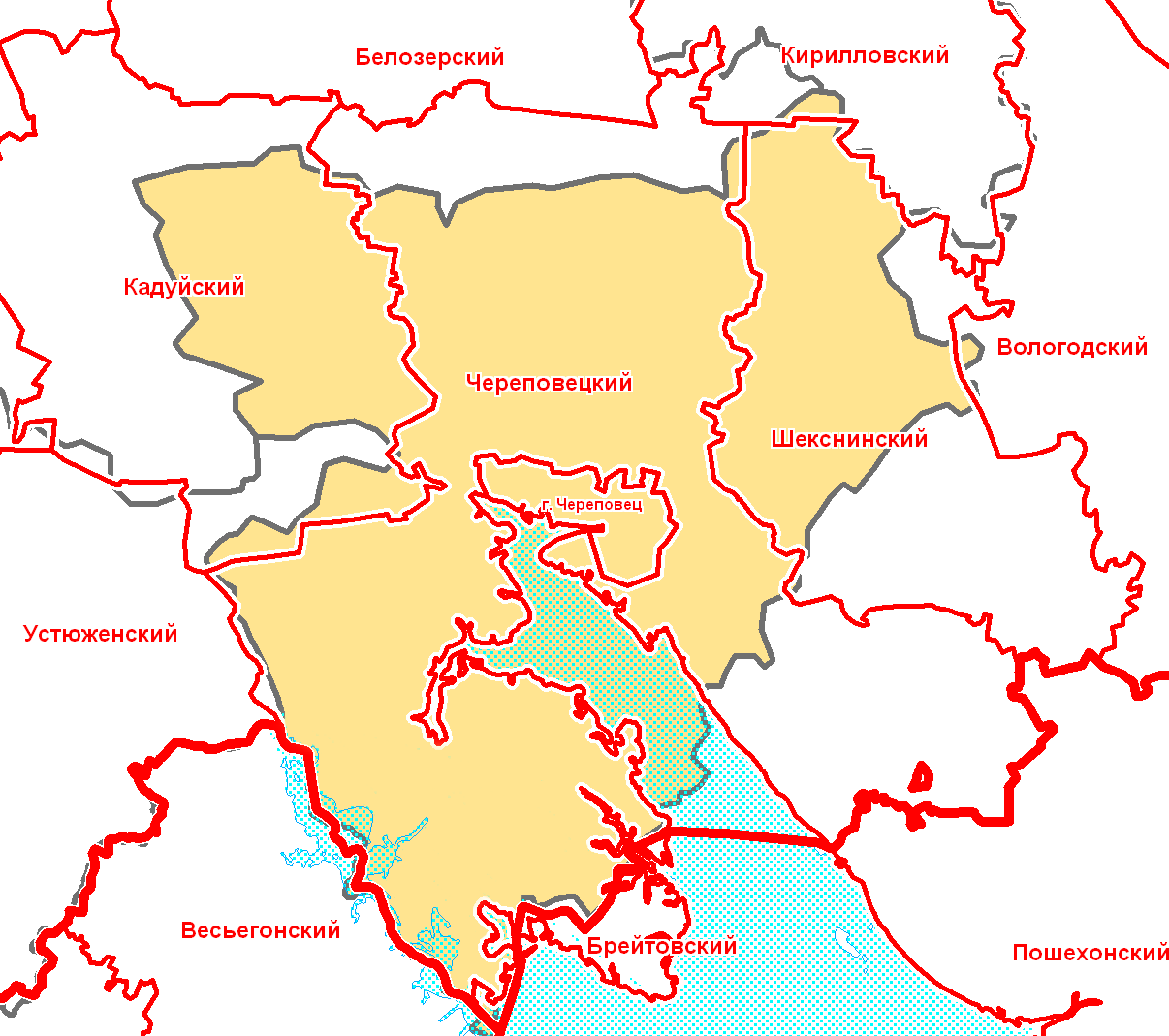
Череповецький повіт на сучасній сітці районів

Село Ольхово поблизу Череповця (рос. деревня Ольхово близ Череповца) — місце, де у 1913 році народився та до 12 років жив (по 1925 рік) Микола Михайлович Амосов (1913–2002), видатний хірург російського походження, вчений, письменник, мислитель, громадський діяч, депутат Верховної Ради СРСР п'яти скликань. У 2008 році, за результатами опитування громадської думки «Великі українці», Микола Амосов був визнаний другим після Ярослава Мудрого великим українцем.
У 1913 році село Ольхово знаходилося у складі Череповецького повіту Новгородської губернії. Це було велике село, центр волості. Розташоване на березі річки Шексни, у 25 верстах від Череповця.

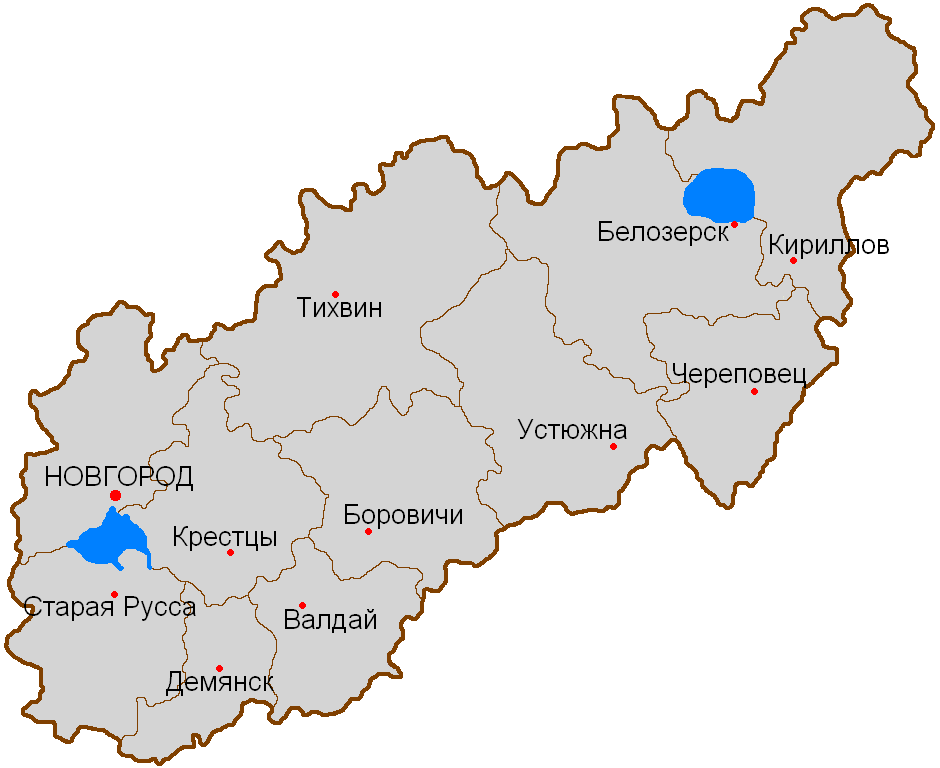
Череповецький повіт у складі Новгородської губернії у 1859–1918

Нині місце, де знаходилося село Ольхово, розташоване на дні заповненого у 1941-47 роках Рибінського водосховища, на території Череповецького району Вологодської області. Від села залишився лише невеликий однойменний острів. Саме село Ольхово перестало існувати (було виселено) у 1937 році (за іншими даними у 1939–1940). Після затоплення з-під води довго було видно куполи сільської церкви. Мешканці села Ольхово було виселені, зокрема, у село Мякса.